# Same Same But Different (Film)
Same Same But Different ist ein deutsches Filmdrama des Regisseurs Detlev Buck aus dem Jahr 2009. Das Drehbuch folgt den 2006 in einem Magazin und 2007 als Roman veröffentlichten Erinnerungen von Benjamin Prüfer. David Kross spielt einen jungen Deutschen, der sich in Kambodscha in ein HIV-infiziertes Bargirl verliebt.

## Handlung
Die ersten Bilder zeigen, teils in Zeitlupe, ein Bargirl (Sreykeo) auf dem Weg zur Arbeit. Gleich darauf folgt eine Vorausblende des Internet-Telefonates mit Ben, in dem Sreykeo ihren positiven HIV-Status mitteilt und das sie mit den Worten „see you next life“ (bis zum nächsten Leben) beendet. In einem Voice-over erzählt Ben, dass er nicht an Schicksal gedacht habe, sondern an Spaß, als er nach seinem Abitur Ferien in Kambodscha machte. Nun beginnt die Story. 
Ben, ein deutscher Abiturient, ist zusammen mit seinem Freund Ed als Backpacker in Kambodscha unterwegs. Ed nennt das „Kriegstourismus mit Anspruch“: Panzerbüchsen-Schießen, Kokain und Sex. In einer Diskothek in Phnom Penh lernt Ben die junge Einheimische Sreykeo kennen – der Name bedeutet „Frau aus Glas“. Am nächsten Morgen spricht Sreykeo von Geld, und Ben wird klar, dass sie als Prostituierte arbeitet. Durch Sreykeos Entschlossenheit bleiben die beiden jedoch in Kontakt. Statt gemeinsam mit Ed nach Deutschland zurückzufliegen, bleibt Ben sechs weitere Wochen in Phnom Penh, lebt mit Sreykeo, deren spielsüchtiger Mutter und jüngeren Geschwistern in einem heruntergekommenen Wohnblock, bringt sie wegen ihres chronischen Hustens zum Arzt (der erste Arztbesuch ihres Lebens) und kauft ihr einen Ring.
In Hamburg tritt Ben ein dreimonatiges Praktikum in der Zeitungsredaktion an, in der sein Bruder Henry arbeitet. Henry sagt über Sreykeo: „Sie kann sich Liebe doch gar nicht leisten.“ Ben bleibt dennoch mit Sreykeo in Kontakt und sendet ihr Geld für einen weiteren Arztbesuch. Im Redaktionsbüro erhält er ihren Internet-Anruf mit der Mitteilung, dass sie HIV-infiziert sei. Er findet keine Worte.
Ben erweist sich als HIV-negativ. Henry verschafft ihm eine halbe feste Anstellung als Redakteur, und Ben besucht erneut Kambodscha. Gemeinsam mit Sreykeo reist er nach Bangkok und ermöglicht ihr eine Viruslast-Untersuchung. In Phnom Penh versucht er, eine Kombinationstherapie für Sreykeo zu organisieren, was sehr schwierig ist. Die Begegnung mit einem Elefanten mitten in der Stadt ermutigt ihn, und auf unkonventionellem Wege gelangt er ans Ziel. Ben und Sreykeo fahren aufs kambodschanische Land, um Sreykeos Großfamilie zu besuchen. Das Ansinnen von Sreykeos Vater, einen Hausbau zu finanzieren, macht Ben fassungslos. Auf Sreykeos Frage „Will you marry me?“ (Wirst du mich heiraten?) antwortet er: „No, I can’t; I’m too young.“ (Nein, ich kann nicht; ich bin zu jung.)
Um Weihnacht ist Ben erneut zurück in Hamburg. Ed, bei dem eine Freundin auf die andere folgt, listet ihm in Hinblick auf Sreykeo ganz unsentimental die Pros und die überwiegenden Contras auf. Bens Vater dagegen erzählt ihm, wie er Bens Mutter kennengelernt habe, und stellt sich Sreykeo telefonisch mit den Worten „papa is speaking“ (hier spricht Papa) vor. Ben selbst ist verunsichert – er konnte Sreykeo mehrmals nicht erreichen. Sie sagt ihm, sie habe wieder als Bargirl gearbeitet, und er beendet die Beziehung: „I can’t go on with this.“ (Ich kann so nicht weitermachen.) Henry kommentiert: „Trennung – das passiert.“
Die Freundin des verheirateten Henry jedoch betont, dass Ben Sreykeo gegenüber Verantwortung habe. Ben fliegt nach Kuala Lumpur, um erstens eine Reportage über ein neueröffnetes Hotel zu schreiben, zweitens seine eigene Geschichte zu notieren und drittens Sreykeo zu treffen. In einem Showdown wird Sreykeo, die entgegen der Vereinbarung direkt in das Luxushotel kommt, als HIV-positive Prostituierte des Hauses verwiesen. Ben steht zu ihr, indem er behauptet, ihr Verlobter zu sein. Später fragt ihn Sreykeo, was das sei: ein Verlobter.
In Hamburg ist Henry sauer, weil sich das Hotel über Ben beschwert habe. Ben antwortet: „Macht nichts, dann arbeite ich eben in Kambodscha.“ Die letzte Einstellung des Films, zu Beginn des Abspanns, zeigt Sreykeo und Ben in einer buddhistischen Hochzeitszeremonie: Ein Mönch überschüttet die beiden mit Wasser.

## Hintergrund
Der Titel Same Same But Different ist eine thai-englische Redewendung mit der Bedeutung „ganz gleich und doch anders“. Same Same But Different ist Detlev Bucks erster außerhalb Deutschlands gedrehter Film. Benjamin Prüfer, der mit seiner Frau Sreykeo und zwei gemeinsamen Kindern aus Phnom Penh zur deutschen Premiere nach Hamburg anreiste, sagte: „Ich sehe nicht mein Leben an mir vorbeirauschen“; der Film sei das Werk Bucks, weniger die Verfilmung seiner Lebensgeschichte.
Der Film wurde am 13. August 2009 auf dem 62. Internationalen Filmfestival von Locarno erstaufgeführt. Kinostart in Deutschland war am 21. Januar 2010. Same Same But Different lief mit etwa 184.000 Kinobesuchern in Deutschland nur mäßig erfolgreich.

## Kritik
Die Presse reagierte eher verhalten. Im Feuilleton der Berliner Zeitung hieß es: „Leider kann ‚Same Same But Different‘ die Liebesgeschichte über die kulturellen Unterschiede hinaus nicht plausibel machen. Vielleicht ist das zu viel verlangt; vielleicht mag man einfach nur nicht glauben an Bens Naivität. Vielleicht erhält sich aber gerade in diesem Unerklärten die Wucht der Fremdheit.“ Positive Besprechungen hoben die Lakonik hervor, die den Film stellenweise prägt. So schrieb der Spiegel: „Von der ‚Liebe in globalen Zeiten‘ habe er berichten wollen, behauptet Buck, aber die Kraft seines Films entsteht vor allem daraus, dass er äußerst sparsam erzählt und fast nichts erklärt.“
Mehrere Artikel erwähnten eigens den Soundtrack – etwa die Rammstein-Musik, die in der Diskothek der kambodschanischen Hauptstadt läuft, und die Instrumentalfassung eines Schubert-Liedes, während das Auge der Kamera auf einem Slumgebiet ruht.

## Auszeichnungen
Im August 2009 wurde Same Same But Different im Rahmen des Internationalen Filmfestivals von Locarno mit dem Variety Piazza Grande Award ausgezeichnet. Diesen Preis verleihen Kritiker der amerikanischen Zeitschrift Variety (eines Branchenblattes der Unterhaltungsindustrie) an Filme, die sie sowohl durch ihre künstlerischen Qualitäten als auch durch ihre internationalen Auswertungschancen überzeugen.
Im Januar 2010 erhielt Jana Marsik für die Filme Lippels Traum und Same Same But Different den Bayerischen Filmpreis in der Kategorie Bildgestaltung.
Die Deutsche Film- und Medienbewertung FBW in Wiesbaden verlieh dem Film das Prädikat besonders wertvoll.